# Tatsuo Umemiya
Tatsuo Umemiya (梅宮 辰夫 Umemiya Tatsuo?, Harbin, Manchukuo, 11 de marzo de 1938-12 de diciembre de 2019) fue un actor, tarento y hombre de negocios japonés. Estuvo representado por la agencia Pickles. Su hija es la modelo y tarento Anna Umemiya.
Hijo de un médico, abandonó su carrera médica para debutar como Toei New Face en la Toei Studios. Como actor, apareció en películas y dramas de televisión y también en programas de variedades de restaurantes.
Murió de insuficiencia renal a los 81 años de edad.

## Filmografía
| Año  | Título                                                | Papel                      | Referencias |
| ---- | ----------------------------------------------------- | -------------------------- | ----------- |
| 1959 | Shōnen Tantei-dan: Teki wa Genshi Senkō-tei           |                            |             |
| 1959 | Yuusei Ouji                                           |                            |             |
| 1962 | Ankoku-gai Saigo no Hi                                |                            |             |
| 1962 | Gang tai G-Men                                        |                            |             |
| 1963 | Jinsei Gekijō: Hisha-kaku                             |                            |             |
| 1963 | Dai Hachiku ute Itai: Sō Retsu o ni Tai Chō           |                            |             |
| 1963 | Shōwa Kyōkaku den                                     |                            |             |
| 1965 | Himo                                                  |                            |             |
| 1965 | Shōwa Zankyō Den                                      |                            |             |
| 1967 | Abashiri Bangaichi                                    |                            |             |
| 1968 | Ningen Gyorai: Ā Kaiten Tokubetsu Kōgeki-tai          | Keijishoi Yoshioka         |             |
| 1968 | Furyō Banchō                                          |                            | [ 5 ]       |
| 1968 | Yoru no Kayō                                          |                            |             |
| 1970 | Teiō                                                  |                            |             |
| 1970 | Bloodstained Clan Honor                               |                            |             |
| 1972 | Wandering Ginza Butterfly                             | Shinnosuke Matsudaira      |             |
| 1973 | Batallas sin honor ni humanidad                       | Hiroshi Wakasugi           |             |
| 1973 | Batallas sin honor ni humanidad: Guerra de poder      | Shinichi Iwai              |             |
| 1974 | Batallas sin honor ni humanidad: Tácticas policiales  | Shinichi Iwai              |             |
| 1974 | Ninkyō Hanaichirin                                    | Masashi Yashiro            |             |
| 1974 | Yamaguchi-gumi Gaiden: Kyuushuu Shinkou Sakusen       | Ichiro Ishino              |             |
| 1975 | Gokudō Shachō                                         | Sumitomo Mitsui            |             |
| 1975 | Bōryoku Kinmyaku                                      | Kenji Okuda                |             |
| 1975 | Nihon Bōryoku Rettō: Keihanshin-goroshi no Gundan     | Koji Kanemitsu             |             |
| 1975 | Cops vs. Thugs                                        | Shoichi Kaida              |             |
| 1975 | Gambling Den Heist                                    | Noshiro                    |             |
| 1975 | Shikin-gen Gōdatsu                                    | Fumiaki Noshiro            |             |
| 1975 | Graveyard of Honor                                    | Kozaburo Imai              |             |
| 1976 | Karate Warriors                                       |                            |             |
| 1976 | Terror of Yakuza                                      | Yoshiaki Kaizu             |             |
| 1976 | Yakuza Graveyard                                      | Goro Iwata                 |             |
| 1976 | Jitsuroku Gaiden: Ōsaka Dengeki Sakusen               | Heikichi Miyatake          |             |
| 1976 | Track Yarō: Bōkyō Ichibanhoshi                        | Dai Kumada Taro Jirozaemon |             |
| 1977 | Yakuza Sensō: Nihon no Shuryō                         | Fukushima                  |             |
| 1978 | Never Give Up                                         | Akio Izaki                 |             |
| 1978 | Bandits vs. Samurai Squadron                          | Judayu Araki               |             |
| 1979 | Sanada Yukimura no Bōryaku                            | Sanada Nobuyuki            |             |
| 1979 | Akuma ga Kirite Fue o Fuku                            | Shunroku Kazama            |             |
| 1979 | Nihon no Kuromaku                                     | Takayoshi Oguri            |             |
| 1980 | Furyō Shōnen                                          | Asamoto                    |             |
| 1980 | Tokugawa Ichizoku no Hōkai                            | Ōkubo Toshimichi           |             |
| 1982 | Onimasa                                               | Masaru Yamane              |             |
| 1982 | Dai Nippon Teikoku                                    | Heiso Hige                 |             |
| 1983 | Shōsetsu Yoshida Gakkō                                | Ichirō Kōno                |             |
| 1986 | Keshin                                                | Nomura                     |             |
| 1988 | Be-Bop High School: Kōkō Yotarō Ondo                  | Director de escuela        |             |
| 1989 | 226                                                   | Gerente de Hotel Sanno     |             |
| 2002 | Shura no Mure                                         |                            |             |
| 2008 | Tokumei Kakarichō Hitoshi Tadano: Saigo no Gekijō-ban | Shigezo Kurokawa           |             |

### Series de televisión
| Año                      | Título                                                                           | Papel                 | Red            | Notas                     |
| ------------------------ | -------------------------------------------------------------------------------- | --------------------- | -------------- | ------------------------- |
| 1964                     | Niji no Sekkei                                                                   |                       | NHK            |                           |
| 1966                     | Three Outlaw Samurai                                                             |                       | Fuji TV        |                           |
| 1968                     | Nihon Kenkaku-den                                                                |                       | TV Asahi       | Episodio 9                |
| 1969                     | Ā Chūshingura                                                                    | Horibe Yasubei        | KTV, Fuji TV   |                           |
| 1969                     | Playgirl                                                                         |                       | TV Tokyo       | Episodios 12, 16, 58, 162 |
| 1969                     | FLower Action 009 no 1                                                           |                       | Fuji TV        | Episodio 1                |
| 1975                     | Zatoichi Monogatari                                                              |                       | Fuji TV        | Episodio 16               |
| 1975                     | Yoake no Keiji                                                                   | Motomiya              | TBS            | Episodio 28               |
| 1975                     | Zenryaku Ofukuro-sama                                                            | Suji Murai            | NTV            |                           |
| 1977                     | Shin Yoake no Keiji                                                              | Asakura               | TBS            |                           |
| 1977                     | Ashita no Keiji                                                                  | Asakura               | TBS            |                           |
| 1978                     | Edo Professional Hissatsu Shōbainin                                              | Shinji                | ABC            |                           |
| 1980                     | Shin Edo no Senpū                                                                | Asakichi              | Fuji TV        | Episodio 1                |
| 1980                     | Sayonara o Ryū-san                                                               |                       | MBS            |                           |
| 1980                     | Yōki na Tōbō                                                                     | Daisaku Fujimura      | Fuji TV        |                           |
| 1981                     | Keishichō Satsujin-ka                                                            | Hirata                | TV Asahi       |                           |
| 1982                     | Keiji Yoroshiku                                                                  | Líder de Kannami      | TBS            |                           |
| 1982                     | Ōedo Sōsamō                                                                      | Tasukunokai Mitani    | TV Tokyo       | Episodio 544              |
| 1984                     | School Wars: Hero                                                                | Daizaburo Shimoda     | TBS            |                           |
| 1985                     | Star Tanjō                                                                       | Kohei Kaga            | Fuji TV        |                           |
| 1986                     | Kono ko Dare no Ko                                                               | Tsuruta               | Fuji TV        |                           |
| 1988                     | The School Cup                                                                   | Director reformatorio | Fuji TV        |                           |
| 1988                     | Tonbo                                                                            | Kenzo Takeshiri       | TBS            |                           |
| 1988                     | Hagure Keiji Junjō-ha                                                            | Shigetada             | TV Asahi       |                           |
| 1989                     | Gomendo Kakemasu                                                                 |                       | Fuji TV        |                           |
| 1990                     | Binta                                                                            | Seijiro Hanai         | TBS            |                           |
| 1991                     | Lullaby Keiji                                                                    | Kenzo Hagiwara        | TV Asahi       |                           |
| 1992                     | Mei Bugyō Tōyama no Kin-san                                                      | Daishiro Hanayama     | TV Asahi       | 4.º serie, episodio 8     |
| 1993                     | Ueno-eki Satsujin Jiken                                                          | Naito                 | TBS            |                           |
| 1993                     | Akai Meikyū                                                                      |                       | TBS            |                           |
| 1994                     | Dai Chūshingura                                                                  | Tomekichi             | TBS            |                           |
| 1994                     | Coming Home                                                                      |                       | TBS            |                           |
| 1995                     | Yureru Omoi                                                                      |                       | TBS            |                           |
|                          | Tokumei Kakarichō Hitoshi Tadano                                                 | Shigezo Kurokawa      | TV Asahi       |                           |
| Tōbō-sha Joichiro Kijima | Yamashiro                                                                        | Fuji TV               |                |                           |
| Haikei, Chichiue-sama    |                                                                                  | Fuji TV               |                |                           |
| 1999                     | Double Couple Tantei                                                             |                       | Fuji TV        |                           |
| 2000                     | Obasan Kaichō Murasaki no Hanzai Seisō Nikki Gomi wa Koroshi o Shitte Iru Series | Sanzo Onogi           | TBS            |                           |
| 2008                     | Hadaka no Taishō – Miyazaki-hen – Miyazaki no Onigawarau no de                   |                       | Fuji TV        |                           |
| 2008                     | Yumeko Hinata Chōtei Iin Jiken-bo                                                | Zenzo Hinata          | Fuji TV        |                           |
| 2012                     | Shira Rezaru Bakumatsu no Shishi: Yamada Akiyoshi Monogatari                     | Itō Hirobumi          | MBS            |                           |
| 2013                     | Nanohana Line ni Norikaete                                                       | Yoshisaburo Kamogawa  | NHK BS Premium |                           |

### Anime
| Título                                                      | Papel          | Red      |
| ----------------------------------------------------------- | -------------- | -------- |
| Agente de investigación criminal del gobierno Jotaro Zaizen | Narración Aban | TV Asahi |

### Programas de variedades
| Título                                  | Red     | Notas                                               |
| --------------------------------------- | ------- | --------------------------------------------------- |
| Kuishinbo! Banzai                       | Fuji TV | Reportero                                           |
| Shingo no Omachi do O-sama              | TBS     | Apariciones regulares, cargo en el rincón de cocina |
| Akko no Karu ku Mite Mitai              | TBS     |                                                     |
| Iron Chef                               | Fuji TV |                                                     |
| Sekai no Chō Gōka Chinpin Ryōri         | Fuji TV | Apariciones casi regulares                          |
| The Letters: Kazoku no Ai ni Arigatō    | Fuji TV | Apariciones regulares                               |
| Kazuo Tokumitsu no Kandō Saikai "Aitai" | TBS     |                                                     |
| Geinōjin Kakuzu ke Check                | ABC     |                                                     |
| Peke×Pon                                | Fuji TV |                                                     |

### Publicitarias
| Año                   | Título                             | Notas                                                                                     |
| --------------------- | ---------------------------------- | ----------------------------------------------------------------------------------------- |
|                       | Bubble Star                        | Protagonizada junto con Sonny Chiba, Hiroki Matsukata, Kin'ya Kitaōji, y Shingo Yamashiro |
| Takara Hon Mirin      |                                    |                                                                                           |
| Konjac to Kaisō Salad | Protagonizada junto a su hija Anna |                                                                                           |
| 2010                  | CupStar                            |                                                                                           |
| 2014                  | Magic Bullet                       |                                                                                           |

## Discografía

### Sencillos
| Año                                               | Título                                                    | Referencias |
| ------------------------------------------------- | --------------------------------------------------------- | ----------- |
| 1962                                              | "Haha Koi Yakuza / Ginza no Fūraibō"                      |             |
| 1966                                              | "Yūkyō Mitsuyo / Sakazuki-bushi"                          |             |
|                                                   | "Banchō Sharrock / Sakazuki yo Omaedake"                  |             |
| "Banchō Bruce / Ore wa Banchō"                    |                                                           |             |
| "Banchō Shinjuku Jingi / Yume wa Yoru Hiraku"     |                                                           |             |
| "Banchō Kazoe-uta / Norainu"                      |                                                           |             |
| "Otoko Banchō Nagareboshi / Bangaichi Bruce"      |                                                           |             |
| 1970                                              | ""                                                        |             |
| 1970                                              | "Diamond Rock / Usshisshi-bushi"                          |             |
|                                                   | "Symbol Rock / Yoru wa Ore no Mono"                       | [ 6 ]       |
| "Tatsuo Umemiya no Tokyo Nagare-uta / Banchō"     |                                                           |             |
| 1971                                              | "Gara Janakatta Koi Nanka / Otoko Nakase no Kiri ga Furu" |             |
| 1971                                              | "Kaikon no Uta / Sasurai no Waltz"                        |             |
|                                                   | "Tatsu-chan no Seishun Nikki / Tatsu Ani i no Sandogasa"  |             |
| "Sakariba Banchō / Jinsei gekijō"                 |                                                           |             |
| "Moteta Tsumori no Kazoe-uta / On'na Machi Miren" |                                                           |             |
| 1982                                              | "Tsuyogari / Otoko Hitori"                                |             |

### Álbumes
| Título                       |
| ---------------------------- |
| Yoasobi no Teiō              |
| Jinsei Gekijō / Furyō banchō |
| Otoko no Enka                |